# 帕特森 (新泽西州)
帕特森（英語：Paterson）是美國新澤西州巴賽克縣的一個城市。面積22.6平方公里，2006年人口148,708人，是該州第三大城市。帕特森是巴賽克縣的縣治。
1831年4月11日設鎮，1851年4月14日建市。